# Liavatnet
Liavatnet is een meer ten westen van Bismo in de provincie Oppland in het midden van Noorwegen.
Voorbij het meer ligt de toeristenhut Sota sæter in het gebergte Breheimen. In de omgeving ligt de berg Tverrådalskyrkja.